# Naturbahnrodel-Europameisterschaft 2016
Die 26. Naturbahnrodel-Europameisterschaft der Fédération Internationale de Luge de Course (FIL) fanden vom 5. bis 7. Februar 2016 in Pfelders in Passeier in Italien statt. Evelin Lanthaler (ITA) im Einsitzer der Damen, Thomas Kammerlander (AUT) im Einsitzer der Herren und Patrick Pigneter und Florian Clara (ITA) siegten im Doppelsitzer.

## Einsitzer Herren
| Platz | Name                  | Zeit        |
| ----- | --------------------- | ----------- |
| 01    | Thomas Kammerlander   | 1:51,74 min |
| 02    | Patrick Pigneter      | + 00,37 s   |
| 03    | Christian Schopf      | + 01,61 s   |
| 04    | Alex Gruber           | + 01,72 s   |
| 05    | Florian Glatzl        | + 02,15 s   |
| 06    | Bernd Neurauter       | + 02,21 s   |
| 07    | Grigori Bukin         | + 02,24 s   |
| 08    | Stefan Federer        | + 02,42 s   |
| 09    | Florian Breitenberger | + 02,74 s   |
| 10    | Stanislav Kovshik     | + 02,79 s   |
| 10    | Alexander Jegorow     | + 02,79 s   |
| 12    | Florian Clara         | + 02,86 s   |
| 13    | Georg Maurer          | + 02,87 s   |
| 14    | Juri Talych           | + 03,46 s   |
| 15    | Armin Folie           | + 03,63 s   |
| 16    | Alexei Martjanow      | + 04,16 s   |
| 17    | Adam Jędrzejko        | + 04,86 s   |
| 18    | Marius Schmelzer      | + 05,08 s   |
| 19    | Martin Mayerhofer     | + 05,62 s   |
| 20    | Egor Dorofeev         | + 06,65 s   |
| 21    | Christian Wichan      | + 06,90 s   |
| 22    | Iliev Veselin         | + 7,01 s    |
| 23    | Fabian Achenrainer    | + 7,04 s    |
| 24    | Andryi Demchuk        | + 7,98 s    |
| 25    | Petar Sawow           | + 9,24 s    |

## Einsitzer Damen
| Platz | Name                   | Zeit        |
| ----- | ---------------------- | ----------- |
| 01    | Evelin Lanthaler       | 1:54,95 min |
| 02    | Greta Pinggera         | + 00,37 s   |
| 03    | Jekaterina Lawrentjewa | + 00,70 s   |
| 04    | Ljudmila Aksenenko     | + 01,16 s   |
| 05    | Sara Bachmann          | + 01,30 s   |
| 06    | Theresa Maurer         | + 01,74 s   |
| 07    | Tina Unterberger       | + 02,20 s   |
| 08    | Alexandra Pfattner     | + 02,34 s   |
| 09    | Michelle Diepold       | + 02,57 s   |
| 10    | Michaela Maurer        | + 2,96 s    |
| 11    | Darja Malejewa         | + 4,01 s    |
| 12    | Swetlana Scharawina    | + 4,43 s    |
| 13    | Maria Auer             | + 4,83 s    |
| 14    | Lisa Walch             | + 5,10 s    |
| 15    | Petra Dragicevic       | + 5,14 s    |

## Doppelsitzer
| Platz | Name                                                | Zeit        |
| ----- | --------------------------------------------------- | ----------- |
| 01    | ItalienPatrick Pigneter Florian Clara               | 2:02,03 min |
| 02    | ÖsterreichChristian Schopf Andreas Schopf           | + 00,82 s   |
| 03    | RusslandPawel Porschnew Iwan Lasarew                | + 01,11 s   |
| 04    | ÖsterreichChristoph Regensburger Dominik Holzknecht | + 01,64 s   |
| 05    | ÖsterreichRupert Brüggler Tobias Angerer            | + 02,50 s   |
| 06    | RusslandAlexander Jegorow Pjotr Popow               | + 02,66 s   |
| 07    | RusslandAlexei Martjanow Ivan Rodin                 | + 03,22 s   |
| 08    | ItalienArmin Folie Elias Gruber                     | + 05,85 s   |
| 09    | SlowenienTadej Dragicevic Petra Dragičevič          | + 07,58 s   |
| 10    | PolenAdam Jędrzejko Kacper Spratek                  | + 9,08 s    |

## Mannschaftswettbewerb
| Platz | Name                                                                             | Zeit    |
| ----- | -------------------------------------------------------------------------------- | ------- |
| 1     | ItalienEvelin Lanthaler Alex Gruber Patrick Pigneter – Florian Clara             | 2:57.87 |
| 2     | ÖsterreichTina Unterberger Thomas Kammerlander Christian Schopf – Andreas Schopf | 2:58.44 |
| 3     | RusslandJekaterina Lawrentjewa Grigori Bukin Alexander Jegorow Pjotr Popow       | 2:58.95 |